# Blaffert
Blaffert, auch Blafferd, oberdeutsch Plappart, Plappert oder Blaphart, von französisch blafard »bleich, hell«, ist die Bezeichnung zweier unterschiedlicher Münzarten.

## Süddeutschland, Elsass, Schweiz
Der Plappart war als Groschenmünze des Spätmittelalters insbesondere im oberdeutschen Raum verbreitet. Er hatte sich um 1420 aus dem leicht geringwertigeren Schilling entwickelt. Auf einen Gulden gingen 20, 24 oder 26 Plappert, auf einen Plappert 9, 10, 12, 13, 15 oder 17 Stäbler beziehungsweise 15, 16, 18, 19 oder 22 Haller. Der süddeutsche Blaffert war zweiseitig geprägt.
Vermutlich wurde er zuerst in Konstanz geprägt, später auch in anderen schwäbischen Städten (beispielsweise in Ulm 1429) und in der Schweiz (ab 1384/88 in Bern, 1417 in Zürich, 1424 in St. Gallen, 1425 in Basel). In der Schweiz war er in dieser Zeit bis zur Einführung des Dickens 1482 die größte Silbermünze und wurde ab Anfang des 16. Jahrhunderts vom Batzen verdrängt. In der Schweiz scheint die Münze aber noch bis ins 18. Jahrhundert im Umlauf gewesen zu sein.

## Norddeutschland

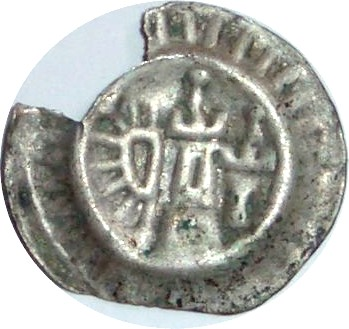
Hohlblaffert aus Hamburg, geprägt im 15. Jh.

Der Blaffert war im norddeutschen Raum eine Münze im Wert von zwei Pfennigen (urkundlich: „penninghen von tween penninghen“). Sie wurden von den Städten Lübeck, Hamburg und Lüneburg geprägt. Die Städte einigten sich in Rezessen des Wendischen Münzvereins über Aussehen und Gewicht der Blafferte. Es wurden dabei zwei Arten unterschieden. Die erste war zweiseitig gestaltet und wurde im 14. und 16. Jahrhundert geprägt. Sie war in ihrer Gestaltung eine verkleinerte Ausgaben der gleichzeitig geprägten Witten. Die zweite wurde im 15. Jahrhundert geprägt. Sie hatte wie die Hohlpfennige einen gebogenen Rand und war nur einseitig geprägt, diese Art wird daher auch Hohlblaffert genannt.

## Niederrhein, Mittelrhein
Einer Münztabelle von Jülich-Berg ist zu entnehmen, dass es im Bergischen Land vom 18. Jahrhundert bis 1824 eine kölnische Silbermünze gab, die ebenfalls diesen Namen trug. Gemäß der Stadt Düsseldorffischen Policey- und Tax-Ordnung vom 7. Juli 1706, aufgerichtet durch Herzog Johann Wilhelm, entsprach 1 Reichstaler 8 Schilling oder 60 Stüber oder 20 Blaffert. 1733 wurden Blafferte in Linz am Rhein als Zahlungsmittel genutzt und hatten dort einen Wert von vier Räderalbus. Auch in Daniel Schürmanns „Practischem Schulbuch zur allgemeinen Rechenkunst und Geometrie“ hat der Verfasser aus Lüttringhausen diese Bezeichnung erwähnt.
Am 1. Dezember 1738 wurde durch Kaiserliches Kommissionsdekret von Kaiser Karl VI. im Zusammenhang mit der Anerkennung des Leipziger Münzfußes als neuen Reichsmünzfuß der niederrheinische Blaffert als im Reich zulässiges Talerteilstück genannt und war als Doppelblaffert eine Kurantmünze im Wert von 9 Kreuzer. Weiter wurden im Kommissionsdekret als Scheidemünzen folgende Landesmünzen für die niederrheinischen Lande aufgeführt: 4½ Kreuzer = 1 Blaffert, 2¼ Kreuzer = halber Blaffert, 1½ Kreuzer = 1 Stüber, cöllnischer Albus = Viertelblaffert, halber Stüber = ¾ Kreuzer.

## Skandinavien
Ausgehend von Norddeutschland wurden unter Erik Valkendorf, der 1510–1522 in Nidaros (dem heutigen Trondheim) als Erzbischof amtierte, einseitig geprägte Blafferte im Wert von 2 Pfennig oder 1⁄6 norwegischem Schilling geschlagen. Zweiseitig geprägte kupferne Blafferte wurden in Dänemark ab 1602 emittiert.